# Религије у Европи
Религије у Европи има богату и разнолику историју и та разноликост је имала велики утицај на европску уметност, културу, филозофију и законе.

## Верска структура становништва Европе
Најзаступљенија религија на подручју Европе је хришћанство док остале религије као: ислам, хиндуизам, будизам и јудаизам постоје, али у пуно мањем обиму.
Поред тих вера постоје групације у неким западним земљама Европе који се декларишу као агностици и атеисти нпр. у Француској, Чешкој, Белгији, Холандији, Естонији, Немачкој, Шведској и Луксембург.

## Религија кроз историју Европе
Мало је познато о праисторијској религији неолитске Европе.
Религије бронзаног и Гвозденог доба у Европи, као и другде, било је претежно политеистичко (стара грчка, римска, келтска, германска итд...).
Римско царство је службено усвојило хришћанство 380. године после Христа.
Током раног средњег века већина Европе је покрштена, а процес је завршен с покрштавањем Скандинавије.
Хришћанство у 8. веку је мало потиснуто од исламских освајања што је довело до крсташких ратова са исто тако неуспешним војним походима (Јерусалим-Христов гроб), а то ће све резултирати једним свеукупним религијским идентитетом Европе.
Велики раскол 1054. године затим реформација у 16. веку, раздвојили су уједињено хришћанство, што доводи до ратова унутар групација цркве.
Такође, у доба просветитељства у 18. веку, где се агностицизам и атеизам шире европским земљама, као и у 19. веку.
Оријентализам доприноси одређеној популарности будизма, а у 20. веку популаризује се синкретизам и Ново доба (New Age) као и низ других религијских покрета, што стварају данашњу слику верске структуре Европе.

## Религиозност у Европи (данас)
| Земља                | Верује у Бога | Верује у духовно биће или животну силу | Не верује ни у Бога, ни у духовно биће, ни у животну силу |
| -------------------- | ------------- | -------------------------------------- | --------------------------------------------------------- |
| Турска               | 95%           | 2%                                     | 1%                                                        |
| Малта                | 95%           | 3%                                     | 1%                                                        |
| Кипар                | 90%           | 7%                                     | 2%                                                        |
| Румунија             | 90%           | 8%                                     | 1%                                                        |
| Грчка                | 81%           | 16%                                    | 3%                                                        |
| Португалија          | 81%           | 12%                                    | 6%                                                        |
| Пољска               | 80%           | 15%                                    | 1%                                                        |
| Италија              | 74%           | 16%                                    | 6%                                                        |
| Ирска                | 73%           | 22%                                    | 4%                                                        |
| Хрватска             | 67%           | 25%                                    | 7%                                                        |
| Словачка             | 61%           | 26%                                    | 11%                                                       |
| Шпанија              | 59%           | 21%                                    | 18%                                                       |
| Аустрија             | 54%           | 34%                                    | 8%                                                        |
| Литванија            | 49%           | 36%                                    | 12%                                                       |
| Швајцарска           | 48%           | 39%                                    | 9%                                                        |
| Немачка              | 47%           | 25%                                    | 25%                                                       |
| Луксембург           | 44%           | 28%                                    | 22%                                                       |
| Мађарска             | 44%           | 31%                                    | 19%                                                       |
| Белгија              | 43%           | 29%                                    | 27%                                                       |
| Финска               | 41%           | 41%                                    | 16%                                                       |
| Бугарска             | 40%           | 40%                                    | 13%                                                       |
| Исланд               | 38%           | 48%                                    | 11%                                                       |
| Уједињено Краљевство | 38%           | 40%                                    | 20%                                                       |
| Летонија             | 37%           | 49%                                    | 10%                                                       |
| Словенија            | 37%           | 46%                                    | 16%                                                       |
| Француска            | 34%           | 27%                                    | 33%                                                       |
| Холандија            | 34%           | 37%                                    | 27%                                                       |
| Норвешка             | 32%           | 47%                                    | 17%                                                       |
| Данска               | 31%           | 49%                                    | 19%                                                       |
| Шведска              | 23%           | 53%                                    | 23%                                                       |
| Чешка                | 19%           | 50%                                    | 30%                                                       |
| Естонија             | 16%           | 54%                                    | 26%                                                       |